# Désirée van Zweden
Désirée Elisabeth Sybilla, prinses van Zweden, barones Silfverschiöld (Slot Haga, Solna, Zweden, 2 juni 1938) is een dochter van de erfprins van Zweden, Gustaaf Adolf, en van Sybilla van Saksen-Coburg en Gotha. Zij is een zuster van koning Karel XVI Gustaaf van Zweden. 
Op 18 december 1963 werd de verloving bekendgemaakt van Désirée van Zweden met baron Niclas Silfverschiöld (31 mei 1934 - 11 april 2017). Zij traden in het huwelijk te Stockholm op 5 juni 1964. Als gevolg van haar huwelijk met een baron verloor Désirée het predicaat Koninklijke Hoogheid.
Niclas Silfverschiöld en Désirée van Zweden kregen drie kinderen:
- Carl Otto Edmund, baron Silfverschiöld (1965), gehuwd met Maria Fredriksson (nakomelingen)
- Christina Louise Ewa Madeleine, barones Silfverschiöld (1966), gehuwd met Hans Louis Gerard baron de Geer van Finspång (nakomelingen)
- Hélène Ingeborg Sybilla, barones Silfverschiöld (1968), relatie met Fredrik Dieterle

Barones Silfverschiöld woont op Slot Koberg in Sollebrunn en leidt een onopvallend bestaan. Haar aanwezigheid bij koninklijke aangelegenheden is eerder uitzondering dan regel.

## Kwartierstaat (voorouders)
| Gustaaf V van Zweden (1858–1950) | Gustaaf V van Zweden (1858–1950) | Gustaaf V van Zweden (1858–1950) | Gustaaf V van Zweden (1858–1950) | Gustaaf V van Zweden (1858–1950)        | Gustaaf V van Zweden (1858–1950)        | Victoria van Baden (1862-1930)          | Victoria van Baden (1862-1930)          | Victoria van Baden (1862-1930)          | Victoria van Baden (1862-1930)          | Victoria van Baden (1862-1930)       | Victoria van Baden (1862-1930)       |                                      |                                      | Arthur van Connaught en Strathearn (1850-1942) | Arthur van Connaught en Strathearn (1850-1942) | Arthur van Connaught en Strathearn (1850-1942) | Arthur van Connaught en Strathearn (1850-1942) | Arthur van Connaught en Strathearn (1850-1942) | Arthur van Connaught en Strathearn (1850-1942) | Louise Margaretha van Pruisen (1860-1917) | Louise Margaretha van Pruisen (1860-1917) | Louise Margaretha van Pruisen (1860-1917) | Louise Margaretha van Pruisen (1860-1917) | Louise Margaretha van Pruisen (1860-1917) | Louise Margaretha van Pruisen (1860-1917) |                                 |                                 | Leopold van Albany (1853-1884)  | Leopold van Albany (1853-1884)  | Leopold van Albany (1853-1884) | Leopold van Albany (1853-1884) | Leopold van Albany (1853-1884)                      | Leopold van Albany (1853-1884)                      | Helena van Waldeck-Pyrmont (1861-1922)              | Helena van Waldeck-Pyrmont (1861-1922)              | Helena van Waldeck-Pyrmont (1861-1922)              | Helena van Waldeck-Pyrmont (1861-1922)              | Helena van Waldeck-Pyrmont (1861-1922)         | Helena van Waldeck-Pyrmont (1861-1922)         |                                                |                                                | Frederik Ferdinand van Sleeswijk- Holstein-Sonderburg-Glücksburg (1855-1934) | Frederik Ferdinand van Sleeswijk- Holstein-Sonderburg-Glücksburg (1855-1934) | Frederik Ferdinand van Sleeswijk- Holstein-Sonderburg-Glücksburg (1855-1934) | Frederik Ferdinand van Sleeswijk- Holstein-Sonderburg-Glücksburg (1855-1934) | Frederik Ferdinand van Sleeswijk- Holstein-Sonderburg-Glücksburg (1855-1934) | Frederik Ferdinand van Sleeswijk- Holstein-Sonderburg-Glücksburg (1855-1934) | Caroline Mathilde van Sleeswijk-Holstein-Sonderburg-Augustenburg (1860-1932) | Caroline Mathilde van Sleeswijk-Holstein-Sonderburg-Augustenburg (1860-1932) | Caroline Mathilde van Sleeswijk-Holstein-Sonderburg-Augustenburg (1860-1932) | Caroline Mathilde van Sleeswijk-Holstein-Sonderburg-Augustenburg (1860-1932) | Caroline Mathilde van Sleeswijk-Holstein-Sonderburg-Augustenburg (1860-1932) | Caroline Mathilde van Sleeswijk-Holstein-Sonderburg-Augustenburg (1860-1932) |  |  |  |  |  |  |  |  |  |  |  |  |  |  |  |  |  |  |  |  |  |  |  |  |  |  |  |  |  |  |  |  |  |  |  |  |  |  |  |  |  |  |  |  |  |  |  |  |
| Gustaaf V van Zweden (1858–1950) | Gustaaf V van Zweden (1858–1950) | Gustaaf V van Zweden (1858–1950) | Gustaaf V van Zweden (1858–1950) | Gustaaf V van Zweden (1858–1950)        | Gustaaf V van Zweden (1858–1950)        | Victoria van Baden (1862-1930)          | Victoria van Baden (1862-1930)          | Victoria van Baden (1862-1930)          | Victoria van Baden (1862-1930)          | Victoria van Baden (1862-1930)       | Victoria van Baden (1862-1930)       |                                      |                                      | Arthur van Connaught en Strathearn (1850-1942) | Arthur van Connaught en Strathearn (1850-1942) | Arthur van Connaught en Strathearn (1850-1942) | Arthur van Connaught en Strathearn (1850-1942) | Arthur van Connaught en Strathearn (1850-1942) | Arthur van Connaught en Strathearn (1850-1942) | Louise Margaretha van Pruisen (1860-1917) | Louise Margaretha van Pruisen (1860-1917) | Louise Margaretha van Pruisen (1860-1917) | Louise Margaretha van Pruisen (1860-1917) | Louise Margaretha van Pruisen (1860-1917) | Louise Margaretha van Pruisen (1860-1917) |                                 |                                 | Leopold van Albany (1853-1884)  | Leopold van Albany (1853-1884)  | Leopold van Albany (1853-1884) | Leopold van Albany (1853-1884) | Leopold van Albany (1853-1884)                      | Leopold van Albany (1853-1884)                      | Helena van Waldeck-Pyrmont (1861-1922)              | Helena van Waldeck-Pyrmont (1861-1922)              | Helena van Waldeck-Pyrmont (1861-1922)              | Helena van Waldeck-Pyrmont (1861-1922)              | Helena van Waldeck-Pyrmont (1861-1922)         | Helena van Waldeck-Pyrmont (1861-1922)         |                                                |                                                | Frederik Ferdinand van Sleeswijk- Holstein-Sonderburg-Glücksburg (1855-1934) | Frederik Ferdinand van Sleeswijk- Holstein-Sonderburg-Glücksburg (1855-1934) | Frederik Ferdinand van Sleeswijk- Holstein-Sonderburg-Glücksburg (1855-1934) | Frederik Ferdinand van Sleeswijk- Holstein-Sonderburg-Glücksburg (1855-1934) | Frederik Ferdinand van Sleeswijk- Holstein-Sonderburg-Glücksburg (1855-1934) | Frederik Ferdinand van Sleeswijk- Holstein-Sonderburg-Glücksburg (1855-1934) | Caroline Mathilde van Sleeswijk-Holstein-Sonderburg-Augustenburg (1860-1932) | Caroline Mathilde van Sleeswijk-Holstein-Sonderburg-Augustenburg (1860-1932) | Caroline Mathilde van Sleeswijk-Holstein-Sonderburg-Augustenburg (1860-1932) | Caroline Mathilde van Sleeswijk-Holstein-Sonderburg-Augustenburg (1860-1932) | Caroline Mathilde van Sleeswijk-Holstein-Sonderburg-Augustenburg (1860-1932) | Caroline Mathilde van Sleeswijk-Holstein-Sonderburg-Augustenburg (1860-1932) |  |  |  |  |  |  |  |  |  |  |  |  |  |  |  |  |  |  |  |  |  |  |  |  |  |  |  |  |  |  |  |  |  |  |  |  |  |  |  |  |  |  |  |  |  |  |  |  |
|                                  |                                  |                                  |                                  |                                         |                                         |                                         |                                         |                                         |                                         |                                      |                                      |                                      |                                      |                                                |                                                |                                                |                                                |                                                |                                                |                                           |                                           |                                           |                                           |                                           |                                           |                                 |                                 |                                 |                                 |                                |                                |                                                     |                                                     |                                                     |                                                     |                                                     |                                                     |                                                |                                                |                                                |                                                |                                                                              |                                                                              |                                                                              |                                                                              |                                                                              |                                                                              |                                                                              |                                                                              |                                                                              |                                                                              |                                                                              |                                                                              |  |  |  |  |  |  |  |  |  |  |  |  |  |  |  |  |  |  |  |  |  |  |  |  |  |  |  |  |  |  |  |  |  |  |  |  |  |  |  |  |  |  |  |  |  |  |  |  |
|                                  |                                  |                                  |                                  | Gustaaf VI Adolf van Zweden (1882–1973) | Gustaaf VI Adolf van Zweden (1882–1973) | Gustaaf VI Adolf van Zweden (1882–1973) | Gustaaf VI Adolf van Zweden (1882–1973) | Gustaaf VI Adolf van Zweden (1882–1973) | Gustaaf VI Adolf van Zweden (1882–1973) |                                      |                                      |                                      |                                      |                                                |                                                | Margaretha van Connaught (1882-1920)           | Margaretha van Connaught (1882-1920)           | Margaretha van Connaught (1882-1920)           | Margaretha van Connaught (1882-1920)           | Margaretha van Connaught (1882-1920)      | Margaretha van Connaught (1882-1920)      |                                           |                                           |                                           |                                           |                                 |                                 |                                 |                                 |                                |                                | Karel Eduard van Saksen-Coburg en Gotha (1884-1954) | Karel Eduard van Saksen-Coburg en Gotha (1884-1954) | Karel Eduard van Saksen-Coburg en Gotha (1884-1954) | Karel Eduard van Saksen-Coburg en Gotha (1884-1954) | Karel Eduard van Saksen-Coburg en Gotha (1884-1954) | Karel Eduard van Saksen-Coburg en Gotha (1884-1954) |                                                |                                                |                                                |                                                |                                                                              |                                                                              | Victoria Adelheid van Sleeswijk- Holstein-Sonderburg-Glücksburg (1885-1970)  | Victoria Adelheid van Sleeswijk- Holstein-Sonderburg-Glücksburg (1885-1970)  | Victoria Adelheid van Sleeswijk- Holstein-Sonderburg-Glücksburg (1885-1970)  | Victoria Adelheid van Sleeswijk- Holstein-Sonderburg-Glücksburg (1885-1970)  | Victoria Adelheid van Sleeswijk- Holstein-Sonderburg-Glücksburg (1885-1970)  | Victoria Adelheid van Sleeswijk- Holstein-Sonderburg-Glücksburg (1885-1970)  |                                                                              |                                                                              |                                                                              |                                                                              |  |  |  |  |  |  |  |  |  |  |  |  |  |  |  |  |  |  |  |  |  |  |  |  |  |  |  |  |  |  |  |  |  |  |  |  |  |  |  |  |  |  |  |  |  |  |  |  |
|                                  |                                  |                                  |                                  | Gustaaf VI Adolf van Zweden (1882–1973) | Gustaaf VI Adolf van Zweden (1882–1973) | Gustaaf VI Adolf van Zweden (1882–1973) | Gustaaf VI Adolf van Zweden (1882–1973) | Gustaaf VI Adolf van Zweden (1882–1973) | Gustaaf VI Adolf van Zweden (1882–1973) |                                      |                                      |                                      |                                      |                                                |                                                | Margaretha van Connaught (1882-1920)           | Margaretha van Connaught (1882-1920)           | Margaretha van Connaught (1882-1920)           | Margaretha van Connaught (1882-1920)           | Margaretha van Connaught (1882-1920)      | Margaretha van Connaught (1882-1920)      |                                           |                                           |                                           |                                           |                                 |                                 |                                 |                                 |                                |                                | Karel Eduard van Saksen-Coburg en Gotha (1884-1954) | Karel Eduard van Saksen-Coburg en Gotha (1884-1954) | Karel Eduard van Saksen-Coburg en Gotha (1884-1954) | Karel Eduard van Saksen-Coburg en Gotha (1884-1954) | Karel Eduard van Saksen-Coburg en Gotha (1884-1954) | Karel Eduard van Saksen-Coburg en Gotha (1884-1954) |                                                |                                                |                                                |                                                |                                                                              |                                                                              | Victoria Adelheid van Sleeswijk- Holstein-Sonderburg-Glücksburg (1885-1970)  | Victoria Adelheid van Sleeswijk- Holstein-Sonderburg-Glücksburg (1885-1970)  | Victoria Adelheid van Sleeswijk- Holstein-Sonderburg-Glücksburg (1885-1970)  | Victoria Adelheid van Sleeswijk- Holstein-Sonderburg-Glücksburg (1885-1970)  | Victoria Adelheid van Sleeswijk- Holstein-Sonderburg-Glücksburg (1885-1970)  | Victoria Adelheid van Sleeswijk- Holstein-Sonderburg-Glücksburg (1885-1970)  |                                                                              |                                                                              |                                                                              |                                                                              |  |  |  |  |  |  |  |  |  |  |  |  |  |  |  |  |  |  |  |  |  |  |  |  |  |  |  |  |  |  |  |  |  |  |  |  |  |  |  |  |  |  |  |  |  |  |  |  |
|                                  |                                  |                                  |                                  |                                         |                                         |                                         |                                         |                                         |                                         | Gustaaf Adolf van Zweden (1906–1947) | Gustaaf Adolf van Zweden (1906–1947) | Gustaaf Adolf van Zweden (1906–1947) | Gustaaf Adolf van Zweden (1906–1947) | Gustaaf Adolf van Zweden (1906–1947)           | Gustaaf Adolf van Zweden (1906–1947)           |                                                |                                                |                                                |                                                |                                           |                                           |                                           |                                           |                                           |                                           |                                 |                                 |                                 |                                 |                                |                                |                                                     |                                                     |                                                     |                                                     |                                                     |                                                     | Sybilla van Saksen-Coburg en Gotha (1908-1972) | Sybilla van Saksen-Coburg en Gotha (1908-1972) | Sybilla van Saksen-Coburg en Gotha (1908-1972) | Sybilla van Saksen-Coburg en Gotha (1908-1972) | Sybilla van Saksen-Coburg en Gotha (1908-1972)                               | Sybilla van Saksen-Coburg en Gotha (1908-1972)                               |                                                                              |                                                                              |                                                                              |                                                                              |                                                                              |                                                                              |                                                                              |                                                                              |                                                                              |                                                                              |  |  |  |  |  |  |  |  |  |  |  |  |  |  |  |  |  |  |  |  |  |  |  |  |  |  |  |  |  |  |  |  |  |  |  |  |  |  |  |  |  |  |  |  |  |  |  |  |
|                                  |                                  |                                  |                                  |                                         |                                         |                                         |                                         |                                         |                                         | Gustaaf Adolf van Zweden (1906–1947) | Gustaaf Adolf van Zweden (1906–1947) | Gustaaf Adolf van Zweden (1906–1947) | Gustaaf Adolf van Zweden (1906–1947) | Gustaaf Adolf van Zweden (1906–1947)           | Gustaaf Adolf van Zweden (1906–1947)           |                                                |                                                |                                                |                                                |                                           |                                           |                                           |                                           |                                           |                                           |                                 |                                 |                                 |                                 |                                |                                |                                                     |                                                     |                                                     |                                                     |                                                     |                                                     | Sybilla van Saksen-Coburg en Gotha (1908-1972) | Sybilla van Saksen-Coburg en Gotha (1908-1972) | Sybilla van Saksen-Coburg en Gotha (1908-1972) | Sybilla van Saksen-Coburg en Gotha (1908-1972) | Sybilla van Saksen-Coburg en Gotha (1908-1972)                               | Sybilla van Saksen-Coburg en Gotha (1908-1972)                               |                                                                              |                                                                              |                                                                              |                                                                              |                                                                              |                                                                              |                                                                              |                                                                              |                                                                              |                                                                              |  |  |  |  |  |  |  |  |  |  |  |  |  |  |  |  |  |  |  |  |  |  |  |  |  |  |  |  |  |  |  |  |  |  |  |  |  |  |  |  |  |  |  |  |  |  |  |  |
|                                  |                                  |                                  |                                  |                                         |                                         |                                         |                                         |                                         |                                         |                                      |                                      |                                      |                                      |                                                |                                                |                                                |                                                |                                                |                                                |                                           |                                           |                                           |                                           |                                           |                                           |                                 |                                 |                                 |                                 |                                |                                |                                                     |                                                     |                                                     |                                                     |                                                     |                                                     |                                                |                                                |                                                |                                                |                                                                              |                                                                              |                                                                              |                                                                              |                                                                              |                                                                              |                                                                              |                                                                              |                                                                              |                                                                              |                                                                              |                                                                              |  |  |  |  |  |  |  |  |  |  |  |  |  |  |  |  |  |  |  |  |  |  |  |  |  |  |  |  |  |  |  |  |  |  |  |  |  |  |  |  |  |  |  |  |  |  |  |  |
|                                  |                                  |                                  |                                  |                                         |                                         |                                         |                                         |                                         |                                         |                                      |                                      |                                      |                                      |                                                |                                                |                                                |                                                |                                                |                                                |                                           |                                           |                                           |                                           |                                           |                                           |                                 |                                 |                                 |                                 |                                |                                |                                                     |                                                     |                                                     |                                                     |                                                     |                                                     |                                                |                                                |                                                |                                                |                                                                              |                                                                              |                                                                              |                                                                              |                                                                              |                                                                              |                                                                              |                                                                              |                                                                              |                                                                              |                                                                              |                                                                              |  |  |  |  |  |  |  |  |  |  |  |  |  |  |  |  |  |  |  |  |  |  |  |  |  |  |  |  |  |  |  |  |  |  |  |  |  |  |  |  |  |  |  |  |  |  |  |  |
|                                  |                                  |                                  |                                  | Margaretha van Zweden (1934-heden)      | Margaretha van Zweden (1934-heden)      | Margaretha van Zweden (1934-heden)      | Margaretha van Zweden (1934-heden)      | Margaretha van Zweden (1934-heden)      | Margaretha van Zweden (1934-heden)      |                                      |                                      |                                      |                                      | Birgitta van Zweden (1937-2024)                | Birgitta van Zweden (1937-2024)                | Birgitta van Zweden (1937-2024)                | Birgitta van Zweden (1937-2024)                | Birgitta van Zweden (1937-2024)                | Birgitta van Zweden (1937-2024)                |                                           |                                           |                                           |                                           | Désirée van Zweden (1938-heden)           | Désirée van Zweden (1938-heden)           | Désirée van Zweden (1938-heden) | Désirée van Zweden (1938-heden) | Désirée van Zweden (1938-heden) | Désirée van Zweden (1938-heden) |                                |                                |                                                     |                                                     | Christina van Zweden (1943-heden)                   | Christina van Zweden (1943-heden)                   | Christina van Zweden (1943-heden)                   | Christina van Zweden (1943-heden)                   | Christina van Zweden (1943-heden)              | Christina van Zweden (1943-heden)              |                                                |                                                |                                                                              |                                                                              | Carl XVI Gustaf van Zweden (1946-heden)                                      | Carl XVI Gustaf van Zweden (1946-heden)                                      | Carl XVI Gustaf van Zweden (1946-heden)                                      | Carl XVI Gustaf van Zweden (1946-heden)                                      | Carl XVI Gustaf van Zweden (1946-heden)                                      | Carl XVI Gustaf van Zweden (1946-heden)                                      |                                                                              |                                                                              |                                                                              |                                                                              |  |  |  |  |  |  |  |  |  |  |  |  |  |  |  |  |  |  |  |  |  |  |  |  |  |  |  |  |  |  |  |  |  |  |  |  |  |  |  |  |  |  |  |  |  |  |  |  |

## Titulatuur
- Hare Koninklijke Hoogheid prinses Désirée van Zweden (1938-1964)
- Prinses Désirée van Zweden, barones Silfverschiöld (1964-heden)